# La clínica Gross
La clínica Gross (en inglés, Portrait of Dr. Samuel D. Gross (The Gross Clinic)) es un óleo realizado por el pintor estadounidense Thomas Eakins en 1875. Sus dimensiones son de 240 × 200 cm.
Es considerado como la obra de mayor importancia de su autor. En este cuadro, Eakins, retrata al doctor Samuel D. Gross de setenta años vestido con levita oscura, durante una operación realizada en público para los estudiantes del Jefferson Medical College. Entre ellos se incluye un autorretrato del propio Eakins, a la derecha, junto a la barandilla de la entrada, dibujando o escribiendo. Detrás del doctor, el empleado de la clínica, doctor Franklin West, toma notas de la operación. La firma del autor aparece en el frente de la mesa quirúrgica.
Se expone el Museo de Arte de Filadelfia.

## Descripción
Admirada por su realismo, la obra destaca como documento de la historia de la medicina, tanto porque plasma el surgimiento de la cirugía como un método de curación, y ya no solo asociada a la amputación como hasta entonces, como testimonio de cómo era un quirófano contemporáneo.
La pintura se basa en una operación presenciada por Eakins, en la que el doctor Gross trató a un muchacho con osteomielitis del fémur, de manera conservadora y sin realizar amputación. Los cirujanos visten ropa de calle, con luz natural, justo antes de la adopción de la asepsia, por lo que La clínica Gross a menudo es emparejada con la posterior La clínica Agnew (1889) que ya muestra un quirófano más limpio e iluminado con los doctores ataviados con las clásicas batas blancas, para plasmar la gran evolución en apenas una década, al avanzarse hacia la prevención de infecciones. Otra diferencia notable es la presencia en la obra posterior también de una enfermera profesional.
Se supone que el paciente representado es un adolescente, aunque es poco discernible. La composición es impactante tanto por su extraña figura como por la seriedad del procedimiento. Agregando dramatismo, se observa una mujer solitaria sentada en un punto intermedio, probablemente la madre del anestesiado paciente, encogiéndose angustiada y tapándose los ojos. Su figura crispada contrasta con la conducta tranquila y profesional de los hombres que la rodean. Esta descripción de un tema médico realista y explícita resultó impactante la primera vez que se exhibió.
La pintura se presentó para la Exposición Universal de Filadelfia de 1876, pero fue rechazada por el comité de selección. Cuando finalmente se exhibió en el Ward One del US Army Post Hospital, un crítico del New York Tribune escribió: 

"[...] uno de los cuadros más impactantes, horribles, pero fascinantes que se hayan pintado en cualquier lugar de este siglo... pero cuanto más se alaba, más se debe condenar su admisión a una galería donde hombres y mujeres de nervios débiles deben verse obligados a mirarlo, por que no mirarlo es imposible.".